# Bataille de Stawiszcze
Guerre russo-polonaise (1654–1667)
Batailles
- Smolensk
- Chklow
- Szepielewicze
- Ochmatów
- Vilnius
- Horodok
- Ozerna
- Verkiai
- Miadzel
- Konotop
- Liakhavitchy
- Połonka
- Lioubar
- Słobodyszcze
- Bassia
- Tchoudniv
- Kuszliki
- Hloukhiv
- Stawiszcze

La bataille de Stawiszcze ou siège de Stawiszcze est un épisode de la guerre russo-polonaise qui s'est déroulé du 7 juillet au 7 octobre 1664, puis en janvier 1665.

## Sources
- Notices d'autorité :   - Pologne

- (en) Cet article est partiellement ou en totalité issu de l’article de Wikipédia en anglais intitulé « Battle of Stavishche » (voir la liste des auteurs).